# Ulica Uniwersytecka w Łodzi
Ulica Uniwersytecka – ulica w łódzkiej dzielnicy Śródmieście o długości niespełna 1 km, łącząca ulicę Narutowicza z ulicą Pomorską przy rondzie Solidarności. Na całej długości jest dwujezdniowa. Nie posiada torowiska tramwajowego. Swoją nazwę zawdzięcza, jak można się domyślić, pobliskiemu Uniwersytetowi Łódzkiemu.

## Historia
Ulica Uniwersytecka została wytyczona w latach 40. XIX w. i początkowo stanowiła wschodnią granicę osady sukienniczej Nowe Miasto. Najpierw nazywała się Trębacka. Na wschód od niej rozciągał się las rządowy będący własnością leśnictwa Łaznów. W 1946 r., kiedy powstał Uniwersytet Łódzki i właśnie przy tej ulicy ulokowano kilka jego budynków, przemianowano ją na Uniwersytecką. Jednak jeszcze przez długi czas była wąska. Dopiero później ją poszerzono, przy czym stała się główną drogą wyjazdową z centrum miasta w kierunku Warszawy. Funkcję tę straciła po poszerzeniu blisko sąsiadującej z nią ulicy Kopcińskiego. W czasie okupacji niemieckiej ulica nosiła nazwę Trommelstrasse.
Ulica Uniwersytecka różni się znacznie parametrami technicznymi od innych ulic w centrum miasta. Jest dwujezdniowa, a w dodatku każda jezdnia jest na tyle szeroka, by móc przejechać po niej z większą prędkością. Ulica jest jedynym zbudowanym odcinkiem projektowanej w latach 40. XX wieku autostrady mającej przebiegać z Warszawy przez Łódź do Wrocławia. W samej Łodzi miała biec przez centrum miasta, dzieląc obszary jego zwartej zabudowy, gdyż ówcześni planiści nie uznawali wartości zabytkowych tego terenu. Na niekorzyść tej inwestycji zabrakło środków po ukończeniu realizacji fragmentu będącego dzisiejszą ulicą Uniwersytecką. Wskutek tego śródmieście pozostało nie tknięte, sama zaś ulica Uniwersytecka pozostała jego kuriozalnym elementem urbanistycznym.

## Ważne obiekty
Zgodnie z nazwą, przy ulicy Uniwersyteckiej pod nr 3 znajduje się budynek należący do Uniwersytetu Łódzkiego, wcześniej mieścił się w nim dom nauczyciela. Pod numerem 2/4 znajduje się wieżowiec Gazowni Łódzkiej. Niewielki skwer u zbiegu ulic Uniwersyteckiej, Wierzbowej i Rewolucji 1905 r. to plac Pokoju. Z kolei na styku z ulicami Pomorską i Kopcińskiego (rondo Solidarności) stoi kościół św. Teresy od Dzieciątka Jezus i św. Jana Bosko.

## Komunikacja miejska
Ulicą Uniwersytecką kursują następujące linie autobusowe MPK Łódź: 51A, 51B, 53A, 53B, 61, 88A, 88B, 88C,88D.